# Уоллес, Генри (серийный убийца)
Генри Луис Уоллес (англ. Henry Louis Wallace; 4 ноября 1965, Барнуэлл, штат Южная Каролина) — американский серийный убийца, совершивший серию из 11 убийств девушек и женщин в городе Шарлотт, штат Северная Каролина в период с марта 1990 года по март 1994 года. С большинством своих жертв Уоллес знакомился в ресторане быстрого питания «Taco Bell», благодаря чему получил прозвище «Душитель из Taco Bell». Мотивы совершения преступлений Уоллеса так до конца и не были установлены.

## Биография
Генри Уоллес родился 4 ноября 1965 года в городе Барнуэлл, штат Южная Каролина. Был вторым ребёнком в семье из двух детей. Его отец бросил семью вскоре после его рождения, благодаря чему он в дальнейшем воспитывался матерью. Уоллес посещал школу Barnwell High School, которую окончил в 1983 году. В школьные годы он занимался спортом. Входил в школьные команды по американскому футболу и баскетболу, а также некоторое время провел в качестве единственного чирлидера мужского пола в группе поддержке команд, участвующих в матчах. Он не злоупотреблял алкогольными и наркотическими веществами, хорошо учился в школе, благодаря чему большинство из его знакомых и друзей того периода отзывались о нём крайне положительно. После окончания школы Генри в течение полутора лет работал диджеем на радиостанции «WBAW-FM» в Барнуэлле, но был уволен за подозрение в хищении компакт-дисков. Также, по словам его матери, в этот период он поступал в учебные заведения «South Carolina State College» и «Denmark Technical College», но из-за совмещения учёбы с работой был вынужден злоупотреблять хроническими прогулами, в связи с чем был отчислен из каждого колледжа по окончании первого учебного семестра.
В 1984 году Уоллес завербовался в Армию США. Он был зачислен в военно-морской флот и проходил службу в качестве оружейного техника на авианосце USS Nimitz (CVN-68). В 1987 году корабль сменил порт приписки и оказался в городе Бремертон, штат Вашингтон. В это же время Уоллес женился на школьной подружке и начал употреблять наркотические вещества, в связи с чем стал демонстрировать девиантное поведение. В январе 1988 года он был арестован в Бремертоне при попытке кражи бытовой техники из магазина. Он признал себя виновным в обмен на смягчение уголовного наказания и был осужден условно, получив в качестве наказания два года испытательного срока. После осуждения Генри Уоллес уволился из рядов армии США и вернулся домой в Барнуэлл, где проживал вместе с матерью и вскоре нашел работу оператора на химическом заводе «Sandoz Chemical Co.». Уволившись с завода в октябре 1990 года, Уоллес несколько месяцев оставался безработным и в начале 1991 года совершил несколько правонарушений. Он совершил проникновение со взломом на территорию школы Barnwell High School и на территорию радиостанции «WDOG», за что был арестован в феврале того же года и осужден на несколько месяцев лишения свободы. Освободившись в конце 1991 года, Уоллес покинул Барнуэлл и переехал вместе со своей сестрой в город Шарлотт, где на протяжении последующих нескольких лет работал поваром и помощником менеджера в ресторанах быстрого питания, таких как Taco Bell, «Bojangles», «Captain D’s». В это время он приобрел наркотическую зависимость вследствие употребления крэк-кокаина

## Серия убийств
В начале 1990-х годов Генри Луис Уоллес совершил серию убийств молодых девушек и женщин. Он звонил своим жертвам в двери и заходил в гости, заводил с женщинами разговор на разные темы, а после чего убивал своих жертв путём удушения подручными средствами, однако первые убийства совершал спонтанно. В Международный женский день 8 марта 1990 года Генри Уоллес задушил ученицу средней школы города Барнуэлл Ташонду Бетеа. Затем он сбросил труп убитой девушки в озеро. Спустя несколько недель тело было найдено случайными прохожими. Убийцу допрашивали по делу об убийстве Ташонды Бетеа, однако из-за недостатка прямых улик его отпустили. В феврале 1991 года Уоллеса задержали за попытку кражи и видеоаппаратуры из своей школы, где он когда-то работал. Был освобождён под залог.
В ноябре 1991 устроился работать в ресторан быстрого питания Taco Bell.
В мае 1992 года Генри Уоллес избил и задушил местную проститутку Шэрон Нэнс, которая была судима за торговлю наркотиками и выбросил её тело на железнодорожные пути. Была найдена спустя несколько дней. В июне 1992 он зашёл домой к Кэролайн Лав и задушил её в собственной квартире, затем вывез её тело и бросил в лесном массиве. Её тело будет найдено лишь в 1994 году после поимки преступника. В феврале 1993 года после интимной связи Уоллес задушил Шону Хоук в её доме. Приходил на похороны и сочувствовал родственникам убитой им девушки. Шона Хоук была его сотрудницей в ресторане. Через месяц мать убитой девушки основала собственную группу под названием «Матери убитых детей». В июне того же 1993 года он задушил очередную коллегу Одри Спейн в её собственной квартире. Через 2 дня её труп обнаружил парень погибшей. В августе того же 1993 Уоллес проник в квартиру к студентке Валенсии Джампер и задушил её в собственной спальне. После чего сымитировал пожар включивши газовые комфорки на плите. Валенсия Джампер была лучшей подругой старшей сестры Генри Уоллеса. Через несколько дней он вместе с сестрой пошёл на похороны и высказал соболезнования родным погибшей. В сентябре 1993 года Уоллес задушил, а затем ударил ножом студентку и мать-одиночку Мишель Стинсон. Она была его подругой из ресторана. Убийство совершил на глазах её старшего сына. В феврале 1994 года полиция арестовала Генри Уоллеса за кражу, однако вскоре отпустили в связи с отсутствием улик. В конце февраля Уоллес проник в квартиру к Ванессе Литтл и задушил её. Погибшая была знакомой его старшей сестры, сотрудницей ресторана Taco Bell и также знала преступника. На момент гибели Ванесса Литтл была матерью двух дочерей. В начале марта 1994 года Генри Уоллес проник в квартиру и задушил Бетти Джин Бауком. На момент гибели она также была матерью, воспитывала трёхлетнюю дочь. После убийства ограбил её квартиру и угнал автомобиль жертвы, где оставил его в другом районе Ист Шарлотта. Через несколько дней он проник домой к ещё одной девушке. Её звали Брэнди Хендерсон. Она также была матерью на момент гибели и воспитывала маленького сына, которого Уоллес также пытался задушить, но он выжил. После убийства он ограбил её квартиру. 8 марта 1994 он зашёл в гости к Дебре Слоутер и задушил её, затем ударил её тело кухонным ножом около 40 раз. После убийства покинул дом погибшей. Убийство Дебры Слоутер стало последним. Последние 3 убийства Генри Уоллес совершил в течение 4х дней.

## Арест и суд
После убийства Дебры Слоутер Генри Уоллес украл банковскую карту и в ближайшем банкомате снял сумму денег, где его и зафиксировала камера наблюдения. На следующий день 13 марта 1994 полиция имела на руках все данные о преступнике. В тот же день Генри Уоллеса арестовали в доме своего друга где он прятался от слежки. После ареста его доставили на допрос, однако преступник молчал в течение 12 часов и отрицал свою вину в совершении убийств. Однако после 12 часов молчания и психологической атаки со стороны детективов маньяк не выдержал морального давления и попросил священника помолиться. После молитвы убийца написал имена убитых им девушек и стал подробно описывать свои преступления и назвал адреса убитых им девушек.
Вскоре Генри Уоллес сознался в убийстве Кэролайн Лав, чьё тело он выбросил на обочину в лесном массиве и в убийстве Валенсии Джампер с поджогом. Убийца показал дома, и детально описал процесс убийств. Все жертвы серийного убийцы Генри Уоллеса были знакомыми и подружками преступника. Они знали его и уверенно открывали ему двери, не подозревая о намерениях душегуба. В середине 1994-начале 1995 года судебный процесс по делу Душителя из Taco Bell откладывался из-за психиатрических экспертиз и сбором доказательств причастности к убийствам. В сентябре 1996 года состоялся окончательный суд над маньяком. В январе 1997 года Федеральный верховный суд США признал Генри Уоллеса вменяемым и приговорил к смерти за убийство 11 девушек и женщин. На сегодняшний день Генри Луис Уоллес всё ещё ожидает исполнения казни. Убийца неоднократно подавал жалобы и прошения о помиловании, однако в смене наказания ему было отказано.